# 専門学校高崎福祉医療カレッジ
専門学校高崎福祉医療カレッジ（せんもんがっこうたかさきふくしいりょう ）は、介護福祉学科（介護福祉士養成施設・社会福祉主事養成機関、通学課程）、社会福祉士科（社会福祉士一般養成施設・短期養成施設、通信課程）、精神保健福祉士科（一般養成施設・短期養成施設、通信課程）、看護師学科（看護師養成所、通学課程）、看護師科（看護師養成所、通信課程）のある私立専門学校。2008年（平成20年）に学校法人認可及び専門学校高崎福祉医療カレッジを設置。2008年（平成20年）4月に厚生労働省より介護福祉士養成施設として指定を受け「介護福祉学科」を開学。関係機関に有限会社プログレ総合研究所がある。
英称：Takasaki College of Welfare and Medical

## 沿革
- 2008年（平成20年） - 群馬県より学校法人藤仁館学園が学校法人として認可される
- 2008年（平成20年） - 群馬県より専門学校高崎福祉医療カレッジが専修学校として認可される
- 2008年（平成20年） - 厚生労働省より介護福祉学科が介護福祉士養成施設として指定される
- 2008年（平成20年） - 学校法人藤仁館学園を設立
- 2008年（平成20年） - 学校法人藤仁館学園専門学校高崎福祉医療カレッジを開校
- 2008年（平成20年） - 厚生労働省に社会福祉士科を社会福祉士一般養成施設として指定申請

## 教育理念
- 『社会に必要な存在』になること
- 福祉関連事業に携わる現任者を対象の中心とした人材教育を通じ、福祉社会への貢献

## 入学定員
- 介護福祉学科 昼間部2年制 40名
- 社会福祉士科 一般養成課程 通信制1年7月 320名
- 社会福祉士科 短期養成課程 通信制9ヶ月　160名
- 精神保健福祉士科 一般養成課程 通信制1年7ヶ月 180名
- 精神保健福祉士科 短期養成課程 通信制9ヶ月　　340名
- 看護師学科 ３年課程(通学)　40名
- 看護師科　2年課程(通信) 300名

## 取得資格
- 介護福祉士（国家資格）
- 社会福祉主事（国家資格）
- 社会福祉士受験資格（国家資格）
- 精神保健福祉士受験資格（国家資格）
- 看護師受験資格（国家資格）

- 専門士（称号）※大学3年次への入学が認められる
- その他、福祉系資格を多数取得可能。

## 環境
- 高崎キャンパス JR高崎駅東口より徒歩5分
- 大宮キャンパス JR大宮駅東口より徒歩4分
- 熊谷キャンパス JR熊谷駅北口より徒歩5分
- 南浦和キャンパス JR南浦和駅東口より徒歩１分
- 池袋キャンパス JR池袋駅西口より徒歩３分
- 横浜キャンパス JR横浜駅西口ジョイナス地下１階南１２番出口より徒歩1分
- 高松町キャンパス JR高崎駅西口より徒歩15分

## 所在地
- 高崎キャンパス 群馬県高崎市東町28番地1
- 大宮キャンパス 埼玉県さいたま市大宮区大門町3-88